# هرکول (بازی ویدئویی)
هرکول دیزنی (به انگلیسی: Disney's Hercules) یک سکوبازی دوبعدی است که توسط یوروکام توسعه یافته و نسخه پلی‌استیشن آن در ژوئیه ۱۹۹۷ توسط ویرجین اینتراکتیو و نسخه ویندوز توسط دیزنی اینتراکتیو عرضه شد. این بازی بر اساس پویانمایی به همین نام ساخته شده‌است.
این بازی چندین بار بازسازی یا دوباره منتشر شد؛ نسخه پلی استیشن توسط مجسکو اینترتیمنت در سال ۱۹۹۸ با درجه سنی ایی، نسخه پلی استیشن در عنوانی به نام پی‌اس‌وان کلاسیک در ۸ مارس ۲۰۱۱، نسخه پی‌سی در گاگ.کام در ۱۷ مه ۲۰۱۹ و نسخه‌ای در استیم تاکنون عرضه شده‌اند.
در جشنواره‌ای در سال ۱۹۹۹، هرکول جایزه‌ای را به‌خاطر درآمد بالای ۱۵ میلیون یورو در طول سال ۱۹۹۸ کسب کرد.

## داستان
بازی، همان داستان انیمیشن را دنبال می‌کند. هرکول، پسر زئوس، خدا بودن خود را از دست می‌دهد و باید ثابت کند که یک قهرمان واقعی است تا جاودانگی خود را به دست آورد و به زئوس و دیگر خدایان در کوه المپ بپیوندد. برای انجام این کار، هرکول باید با بسیاری از اشرار مبارزه کند و در پایان با هادس، فرمانروای مردگان، که مسئول از دست دادن جاودانگی‌اش هست، روبرو شود.